# Doyle's Delight
Il Doyle's Delight (1.174 m) è il monte più alto del Belize; si trova nei Monti Maya, presso il confine con il Guatemala, al confine tra la provincia di Cayo e quella di Toledo.
La montagna fu senza nome fino al 1989, quando le fu dato quello di Doyle's Delight, ovvero "Delizia di Doyle" (da una frase de Il mondo perduto, opera dello scrittore sir Arthur Conan Doyle).